# Panzerbrigade 20
Die Panzerbrigade 20 „Märkisches Sauerland“ in Hemer (später Iserlohn) war ab 1964 eine Brigade des Heeres der Bundeswehr und der 7. Panzerdivision unterstellt. Die Brigade war im Sauerland stationiert und wurde am 19. März 1992 aufgelöst. Von März 1970 bis April 1975 firmierte der Verband als Panzerregiment 100 und war direkt dem I. Korps unterstellt.

## Geschichte

### Vorgeschichte in der Heeresstruktur 1

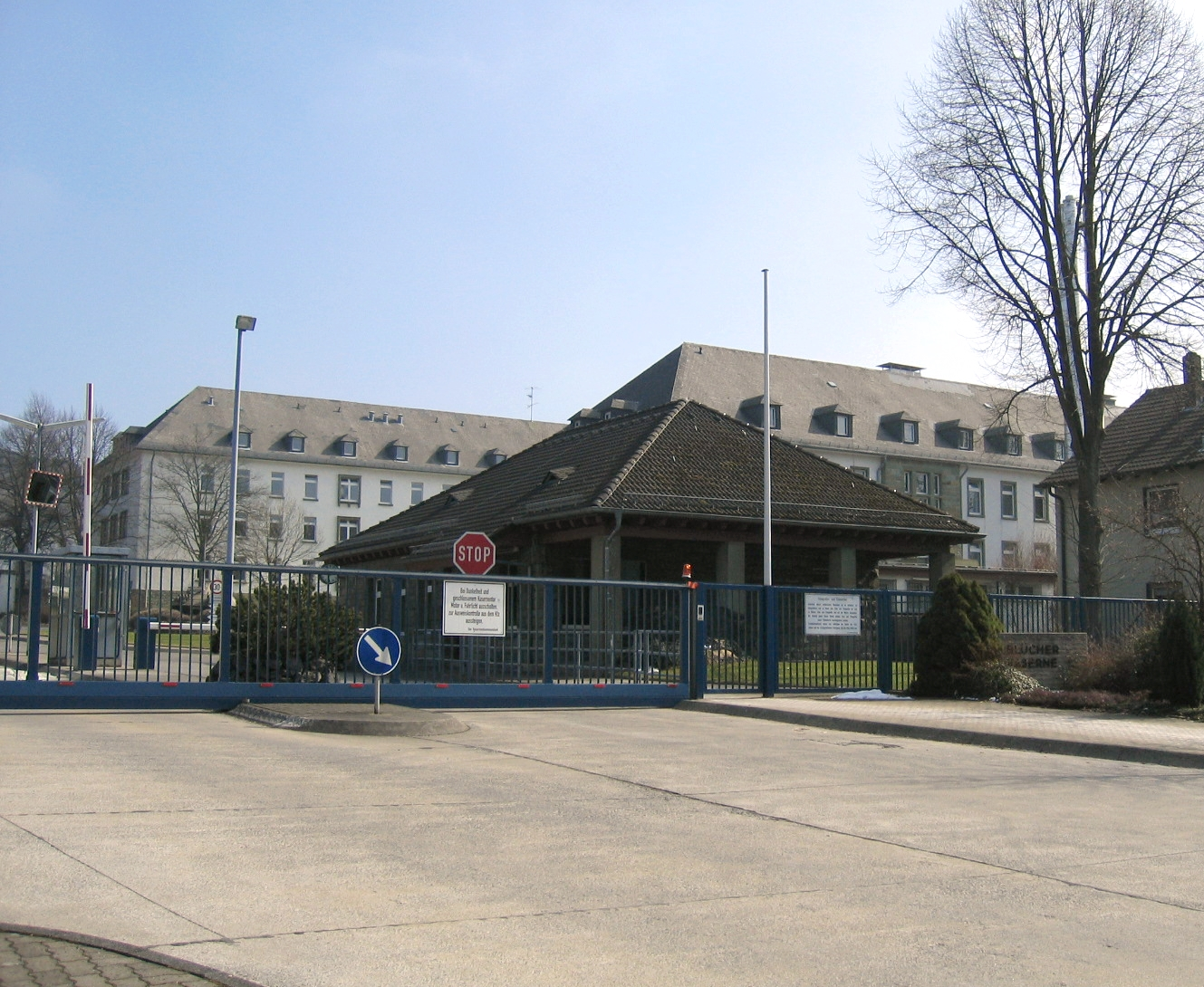
Zweiter Sitz des Stabes war die Blücher-Kaserne in Hemer

Am 11. Januar 1957 verlegte das Panzergrenadierbataillon 13 von Schleswig nach Hemer (Blücher-Kaserne) und wurde der 3. Panzerdivision in Hamburg unterstellt. Auf dieses Bataillon führte die Panzerbrigade 20 ihren Ursprung zurück, und auch auf dem internen Verbandszeichen mit den 3 Sternen zusammen mit den 13 Zacken findet sich dieser Bezug wieder. In einer ersten Umgliederung 1959 entstand aus dem Panzergrenadierbataillon 13 das Panzergrenadierbataillon 203, das Panzerbataillon 2 wurde zum Panzerbataillon 204 und bildete damit den Ursprung der geplanten Panzergrenadierbrigade 20.

### Heeresstruktur 2
Im Oktober 1961 wurde Vorauspersonal zur Aufstellung dieser Brigade geschaffen und das Personal im Oktober 1963 weiterhin verstärkt. Am 1. April 1964 erfolgte die offizielle Aufstellung der Panzergrenadierbrigade 20 in Hemer unter ihrem ersten Kommandeur Oberst Fritz Möller. Die Brigade wurde der 7. Panzergrenadierdivision in Unna unterstellt. 1965 erfolgte der Unterstellungswechsel der 7. Panzergrenadierdivision vom I. Korps in Münster zum III. Korps in Koblenz. Dies hatte die Umgliederung zur Panzerdivision zur Folge. Folglich wurde aus der 2. Brigade der Division, der in Aufstellung befindlichen Panzergrenadierbrigade 20, eine Panzerbrigade, die Panzerbrigade 20, was die Umbenennung des Panzergrenadierbataillons 203 in Panzergrenadierbataillon 202 zur Folge hatte. Anfang Juni 1965 bestand neben dem Panzergrenadierbataillon 202 (Hemer, Kommandeur Oberstleutnant Schuwirth) und dem Panzerbataillon 204 (Hemer, Kommandeur Oberstleutnant van Lessen) das Versorgungsbataillon 206 (Essen-Kupferdreh, Kommandeur Oberstleutnant Jorke). Noch im selben Jahr erfolgte die Aufstellung des Panzergrenadierbataillons 203 (Wuppertal, Kommandeur Oberstleutnant Niepenberg). Allerdings verfügte der Verband noch über kein organisches Artilleriebataillon und über keine Brigadeeinheiten außer der Stabskompanie (Chef: Major Boulanger). Das Feldersatzbataillon 207 in Menden wurde später aufgestellt.

### Heeresstruktur 3

#### Als Panzerregiment in der Heeresstruktur 3

Verbandsabzeichen Panzerregiment 100

Als in den 60er Jahren nicht alle geplanten Panzerbrigaden aufgestellt wurden, wurde die Panzerbrigade 20 am 18. März 1970 als Übergangslösung in das Panzerregiment 100 (I. Korps) in Hemer (Kommandeur Oberst von Senger-Etterlin) umgewandelt, denn bis dato gehörten zur Panzerbrigade 20 nur zwei Kampfbataillone. Es erfolgte die Aufstellung des Panzerbataillons 110 und des Panzerbataillons 120 mit jeweils einer zusätzlichen Panzergrenadierkompanie. Die Stabskompanie des Regiments erhielt zudem einen Versorgungszug, einen Pionierzug und einen Panzermörserzug. Aufgrund von Schwierigkeiten in der Führung nach deren Umstellung wurde die Stabskompanie von den Zügen wieder getrennt und zu einer Stabskompanie und einer Versorgungskompanie aufgeteilt. Zusätzlich erhielt das Regiment eine Instandsetzungskompanie des Instandsetzungsbataillon 7.

#### Als Brigade in der Heeresstruktur 3
Am 25. April 1975 wurde das Panzerregiment 100 wieder zur Panzerbrigade 20 und eine Versuchsbrigade der Heeresstruktur 4. Die beiden Panzerbataillone 110 und 120 bekamen die Bezeichnung Panzerbataillon 202 und 203 und die vormals angegliederten Panzergrenadierkompanien und der Panzermörserzug der Stabskompanie vereinten sich zum Panzergrenadierbataillon 201. Aus dem Pionierzug der Stabskompanie entstand die Panzerpionierkompanie 200. Die Versorgungskompanie wurde von Hemer nach Unna verlegt und zur Nachschubkompanie 200 erweitert. Die zum vorherigen Regiment gehörende Instandsetzungskompanie des Instandsetzungsbataillon 7 gliederte sich in die Instandsetzungskompanie 200 um. Im Oktober 1975 erfolgte die Aufstellung des Panzerartilleriebataillons 205 in Dülmen aus Teileinheiten des Feldartilleriebataillon 110. Die Panzerbrigade 20 hat in der einjährigen Erprobungsphase der Heeresstruktur 4, Typ 3 vom 1. Juli 1976 bis zum 30. Juni 1977 zudem das Panzergrenadierbataillon 191 erhalten und gab das Panzergrenadierbataillon 201 (Aufstellung 1. April 1975) zur Panzergrenadierbrigade 19 in Ahlen ab. Im Einzelnen unterstanden der Brigade damit in der Erprobungsphase:
- Stabskompanie
- Panzergrenadierbataillon 191
- Panzerbataillon 202 (Aufstellung 1. April 1975)
- Panzerbataillon 203 (ehemals Panzerbataillon 120, Aufstellung 1. April 1975)
- Panzerbataillon 204 (Aufstellung 1. April 1975)
- Panzerartilleriebataillon 205 (Aufstellung 1. Oktober 1975 in Dülmen)
- Panzerpionierkompanie 200 (Aufstellung 1. April 1975)
- Panzerjägerkompanie 200 (Wuppertal, später Hemer)
- Nachschubkompanie 200 (Aufstellung 1. April 1975, Unna)
- Instandsetzungskompanie 200 (Aufstellung 1. April 1975)

Im April 1976 verlegte die Stabskompanie von Hemer nach Iserlohn, damit die neue Panzerjägerkompanie 200 in Hemer aufgestellt werden konnte. Die Heeresstruktur 4 erwies sich beim Dienst im Standort, während Truppenübungsaufenthalten und Gefechtsübungen als lebens- und einsatzfähig, so dass das Panzergrenadierbataillon 191 und das Panzergrenadierbataillon 201 zu ihren Brigaden wieder unterstellt wurden.

### Heeresstruktur 4
Am 1. Oktober 1980 erfolgte die Umbenennung des Panzergrenadierbataillons 201 in Panzergrenadierbataillon 202. Das Panzerbataillon 202 erhielt etwa zeitgleich die Bezeichnung Panzerbataillon 204 und verlegte nach Ahlen. In Hemer wurde zudem das gemischte Panzerbataillon 201 aufgestellt, dessen drei Kampfkompanien: eine Panzergrenadierkompanie, und zwei Panzerkompanien, den vorhandenen drei Bataillonen unterstellt wurde. Die Panzerjägerkompanie 200, neu ausgerüstet mit dem Panzerabwehrraketensystem HOT, wurde von Hemer nach Wuppertal verlegt. Ab 1983 erhielt die Brigade den Kampfpanzer Leopard 2.
Die Brigade umfasste im Herbst 1989 in der Friedensgliederung etwa 2900 Soldaten. Die geplante Aufwuchsstärke im Verteidigungsfall lag bei rund 3300 Mann. Zum Aufwuchs war die Einberufung von Reservisten und die Mobilmachung von nicht aktiven Truppenteilen vorgesehen. Zum Ende der Heeresstruktur 4 im Herbst 1989 war die Brigade weiter Teil der 7. Panzerdivision und gliederte sich grob in folgende Truppenteile:
- Stab/Stabskompanie Panzerbrigade 20, Iserlohn
  -  Panzerjägerkompanie 200, Wuppertal
  -  Panzerpionierkompanie 200, Hemer
  -  Nachschubkompanie 200, Unna
  -  Instandsetzungskompanie 200, Unna
  -  Panzerbataillon 201 (teilaktiv), Hemer
  -  Panzergrenadierbataillon 202, Hemer
  -  Panzerbataillon 203, Hemer
  -  Panzerbataillon 204, Ahlen
  -  Panzerartilleriebataillon 205, Dülmen

Ab 1990 trug die Brigade den Beinamen Märkisches Sauerland. Die Panzerjägerkompanie 200 verlegte 1990 zurück nach Hemer.

### Heeresstruktur 5 bis zur Auflösung
Die Panzerbrigade 20 „Märkisches Sauerland“ wurde bald nach Ende des Kalten Krieges am 19. März 1992 aufgelöst. Das Panzerbataillon 203 und das Panzerartilleriebataillon 205 wechselten ebenso wie die Panzerpionierkompanie 200 zur mittlerweile auch aufgelösten Panzergrenadierbrigade 19 „Münsterland“ in Ahlen. Während das Panzerartilleriebataillon 205 das Schicksal der Panzergrenadierbrigade 19 teilte, verlegten das Panzerbataillon 203 und die Panzerpionierkompanie 200 nach Augustdorf, wo sie nunmehr der Panzerbrigade 21 unterstehen.

## Kommandeure
Die Kommandeure der Brigade waren (Dienstgrad bei Kommandoübernahme):
| Nr. | Name                                     | Beginn der Berufung | Ende der Berufung  |
| --- | ---------------------------------------- | ------------------- | ------------------ |
| 11  | Oberst Henning Brümmer                   | 1. Oktober 1990     | 31. März 1993      |
| 10  | Oberst Klaus von Heimendahl              | 1. April 1985       | 30. September 1990 |
| 9   | Oberst Hartmut Foertsch                  | 1. Oktober 1982     | 31. März 1985      |
| 8   | Oberst Dietrich Genschel                 | 1. Oktober 1980     | 30. September 1982 |
| 7   | Oberst Dieter Clauß                      | 1. April 1979       | 30. September 1980 |
| 6   | Oberst Henning von Ondarza               | 1. Oktober 1977     | 31. März 1979      |
| 5   | Oberst Hans Velde                        | 1. Oktober 1973     | 30. September 1977 |
| 4   | Oberst Gottfried Tornau                  | 1. April 1970       | 30. September 1973 |
| 3   | Oberst Ferdinand von Senger und Etterlin | 1. Oktober 1969     | 31. März 1970      |
| 2   | Oberst Ernst-August Blumschein           | 1. Oktober 1965     | 30. September 1969 |
| 1   | Oberst Fritz Möller                      | 1. April 1964       | 30. September 1965 |

## Verbandsabzeichen

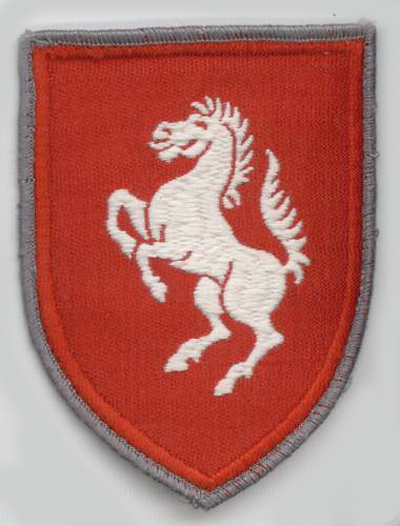
Handgesticktes Verbandsabzeichen für den Dienstanzug

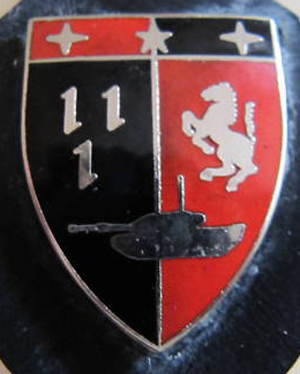
Internes Verbandsabzeichen des Stabes/Stabskompanie

Die Blasonierung des Verbandsabzeichens für den  Dienstanzug der Angehörigen der Panzerbrigade 20 lautete:
 Rot bordiert, in Rot ein steigendes silbernes Ross.
Das Verbandsabzeichen zeigte das Westfalenross. Es ähnelt dem Wappen der preußischen Provinz Westfalen, dessen Wappen später auch Teil des nordrhein-westfälischen Landeswappens wurde, wo die meisten Truppenteile der Division disloziert waren. Die Verbandsabzeichen der Division und der unterstellten Brigaden waren bis auf die Borde identisch. In der Tradition der Preußischen Farbfolge erhielt das Verbandsabzeichen der Panzerbrigade 20 als „zweite“ Brigade der Division einen roten Bord.
Da sich die Verbandsabzeichen der Brigaden der Division nur geringfügig unterschieden, wurde stattdessen gelegentlich auch das interne Verbandsabzeichen des Stabes bzw. der Stabskompanie pars pro toto als „Abzeichen“ der Brigade genutzt. Es zeigte das aus dem Verbandsabzeichen bekannte Pferd, einen stilisierten Kampfpanzer Leopard 2, drei Wolfsangeln wie im Stadtwappen Hemers und weiteren Orten der Region sowie drei Sterne im Schildhaupt.